# Horní Kamenice (Vraný)
Horní Kamenice je malá vesnice, část městyse Vraný v okrese Kladno ve Středočeském kraji. V roce 2011 zde trvale žilo 46 obyvatel.

## Historie
První písemná zmínka o vesnici pochází z roku 1266.

## Obyvatelstvo
| Rok            | 1869 | 1880 | 1890 | 1900 | 1910 | 1921 | 1930 | 1950 | 1961 | 1970 | 1980 | 1991 | 2001 | 2011 | 2021 |
| -------------- | ---- | ---- | ---- | ---- | ---- | ---- | ---- | ---- | ---- | ---- | ---- | ---- | ---- | ---- | ---- |
| Počet obyvatel | 121  | 116  | 135  | 132  | 140  | 127  | 142  | 69   | 74   | 44   | 31   | 40   | 36   | 46   | 50   |
| Počet domů     | 18   | 19   | 19   | 21   | 22   | 23   | 23   | 23   | 23   | 17   | 11   | 21   | 21   | 21   | 21   |

## Obecní správa
Při sčítání lidu v letech 1850–1909 Horní Kamenice byla osadou obce Lukov v okrese Slaný. V letech 1910–1960 byla samostatnou obcí, se kterým patřila nejprve do okresu Slaný, ale od roku 1960 v okrese Kladno. Od 1. července 1960 do 31. prosince 1979 byla znovu částí obce Lukov v okrese Kladno. Od 1. ledna 1980 je částí městyse Vraný v okrese Kladno.